# Heeswijk-Dinther
Heeswijk-Dinther est une ancienne commune néerlandaise de la province du Brabant-Septentrional.
La commune a été créée en 1969 par la fusion de Heeswijk et de Dinther, ainsi qu'une partie du territoire du village de Loosbroek.
Heeswijk et Dinther formant une seule agglomération, les deux villages sont souvent considérés comme un seul ; le nom de la commune est souvent utilisé pour indiquer ce village-jumeau, qui obtient en 1978 un seul code postal (5473).
En 1994, Heeswijk-Dinther fusionne avec Heesch et Nistelrode. La nouvelle commune s'appelle d'abord Heesch, mais est renommée Bernheze dès 1995.